# Symphonie no 23 de Michael Haydn
Pour les articles homonymes, voir Symphonie no 23.

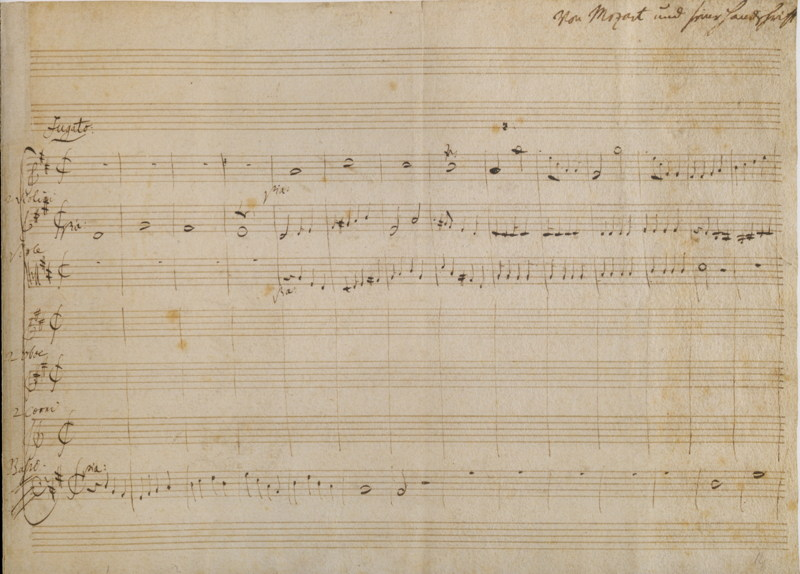
Symphonie no 23 de Michael Haydn

La Symphonie no 23 en ré majeur, P. 43, Sherman 22, Sherman-révisé 23, MH 287, est une symphonie de Michael Haydn, composée vers 1779 à Salzbourg. Cette symphonie a été attribuée à Wolfgang Amadeus Mozart de manière erronée par Ludwig von Köchel avec le numéro K. 291, à partir d'un fragment de manuscrit recopié par Mozart, sans doute afin d'en étudier la fugue du mouvement final.

## Analyse de l'œuvre
Elle comporte trois mouvements:
1. Allegro assai
2. Andantino, en ré mineur, puis ré majeur à partir de la mesure 65. Les hautbois et cors entrent à ce moment.
3. Presto ma non troppo

Introduction du Presto:

## Instrumentation
La symphonie est écrite pour 2 hautbois, 2 bassons, 2 cors et les cordes.